# خدمات دانشجویی
خدمات دانشجویی (انگلیسی: Student Services) فیلمی تلویزیونی در ژانر درام، رومانتیک به کارگردانی و فیلمنامه‌نویسی امانوئل برکو، محصول کشور فرانسه که در ۱۸ ژانویه ۲۰۱۰ منتشر شده‌است. از بازیگرانی که در این فیلم به ایفای نقش پرداختند؛ می‌توان از آنا سیگالویچ، دبورا فرانسوا، آلن کوشی و متیو دومی نام برد.
این فیلم اقتباسی از کتاب مطالعات عزیز من (به فرانسوی: Mes chères études) نوشته لورا. دی است. این فیلم توجهات ملّی به دانشجویان در فرانسه را که مجبور بودند برای ادامه تحصیل دست به تن‌فروشی بزنند را به خود جلب کرد.

## داستان
سه روز پیش، «لورا» ۱۹ ساله، دانشجوی زبان‌های خارجه است. او به خاطر ضعف جسمی در کلاس بیهوش می‌شود. او که پدرش بنا و مادرش پرستار است، نمی‌تواند هزینه‌های تحصیل را بپردازد؛ حتی پسر دانشجو و هم اتاقی لورا از پرداخت نکردن سهم اجاره اش شاکی است. لورا که یک کار دانشجویی نیمه وقت با درآمد اندک دارد؛ برای داشتن درآمد بیشتر، با اینترنت در محل کارش به دنبال کار جدیدی می‌گردد. او به یک آگهی رابطه جنسی با مردی به نام جو که ۵۰ ساله است جواب مثبت می‌دهد و سر قرار می‌رود.
در هتل، جو از او می‌خواهد که کاملاً برهنه شود و خود را لمس کند، لورا معذب می‌شود. سپس جو از او می‌خواهد که کنارش باشد. لورا به او می‌گوید که تا بحال با کسی رابطه نداشته‌است. جو که ناآمادگی لورا می‌بیند از او می‌خواهد که لباس بپوشد؛ و پاکتی حاوی ۲۵۰ یورو را به لورا می‌دهد و از او تشکر می‌کند. لورا که خوشحال است، دوستانش را در کافه مهمان می‌کند. لورا به پیشنهاد بعدی برای ۲ ساعت و ۱۴۰ یورو پاسخ می‌دهد، و با او در ماشین رابطه ای سخت و خالی از احساس را، برای اولین بار تجربه می‌کند.
پسر هم اتاقی لورا از دعوت مادرش از او برای کریسمس می‌گوید؛ اما لورا اعتراف می‌کند، که او برای پرداخت اجاره اتاق، مورد تجاوز قرار گرفته‌است و دعوت او را رد می‌کند. لورا برای کریسمس به خانه بر می‌گردد و در کافه با پسری به نام «بنیامین» دوست می‌شود و برای بعد از امتحانات با او قرار می‌گذارد.
لورا به عنوان مدل لخت عکاسی کار پیدا می‌کند. عکاس به او برای ۲۰۰ یورو رابطه ای سه نفره با یک زوج را پیشنهاد می‌دهد؛ ولی لورا قبول نمی‌کند. لورا در اینترنت با دختر دانشجویی که برای مخارج و خریدهای گران قیمتش تا ۲۵ مشتری هم داشته ارتباط می‌گیرد و متوجه می‌شود بسیاری از هم دانشگاهیان او نیز از همین راه درآمد دارند و اینگونه است که اوهم وارد کار و روابط پرتکرارش می‌شود؛ اما با مکراراً به خود می‌گوید، که فاحشه نیست.
پایان ترم اول با موفقیت
لورا برای درسش و داشتن لپ تاپ با جو مجدداً قرار می‌گذارد و جو پس از بستن لورا با دیلدو به او تجاوز می‌کند. لورا که به شدت ناراحت و تحقیر شده‌است؛ با برداشتن لپ تاپ هتل را ترک می‌کند؛ اما جو پاکت حاوی پول را هم به او می‌دهد و از او دلجویی می‌کند. لورا بالاخره با بنیامین قرار می‌گذارد و با او همبستر می‌شود ولی به او به اجازه عشق بازی و رابطه را نمی‌دهد. بنیامین که تعجب کرده‌است؛ حدس می‌زند که او مورد تجاوز و آسیب قرار گرفته‌است. لورا که نمی‌خواهد بنیامین آسیب ببیند، داستانش و نیاز او به درآمد را برای بنیامین بازگو می‌کند؛ و نظر او را در انتخاب یک روسپی برای زندگی و رابطه عاشقانه می‌پرسد. بنیامین که خود را حسود نمی‌داند، او را برای ادامه روابطش آزاد می گذراد و با او می‌خوابد.
لورا عملاً روسپی شده‌است، با این تفاوت که بنیامین را ظاهراً حامی و در کنار خود می‌بیند؛ و به درس خواندن ادامه می‌دهد. زمان می‌گذرد و بنیامین که مردد شده‌است به لورا می‌گوید که هر غذایی که با او می‌خورد، بخاطر خرج کردن قسمتی از بدن لورا است و او احساس خوبی ندارد. لورا که بنیامین را عاشقانه دوست دارد؛ به او قول می‌دهد که مواظبش باشد و تنها از او می‌خواهد که حسود نباشد. اما بنیامین تصمیمش را بر جدایی گرفته و او را ترک می‌کند.
لورا در ملاقات با عکاس درخواست بازپس‌گیری فرتور‌هایش را درقبال پس دادن پول می‌کند. عکاس او را فاحشه معروف شهر می‌خواند؛ و برای پس دادن عکس‌هایش، از او درخواست رابطه می‌کند؛ ولی لورا با کتک زدن عکاس، فرار می‌کند. لورا در تماس با جو و تعریف داستان عکاس، از تصمیمش برای رفتن به پاریس و شروع زندگی جدید می‌گوید. جو با تحریک لورا در قبال ۱۰۰۰ یورو، آخرین قرار را با او می گذراد و با بردن او به کلوپ جنسی او را با چندین مرد مسن به اشتراک می‌گذارد. لورا که به شدت آسیب روانی و جسمی دیده‌است؛ پول را طلب می‌کند ولی جو با گرو نگه داشتن ۹۰۰ یورو در خواست آخرین دیدار قبل از رفتن به پاریس در روز پنجشنبه را می‌کند.
لورا با دادن پول به دوستش از او می‌خواهد جزوه‌ها را برای او بفرستد. جو به دیدن او نمی‌آید و لورا با گذاشتن پیام او را تهدید به بی آبرویی در مقابل خانواده اش می‌کند. لورا که پول بلیط را هم ندارد به تماس جو در توالت قطار، جواب می‌دهد و جو با بهانه اینکه حمله قلبی داشته و نتوانسته سر قرار بیاید؛ قصد گذاشتن قرار مجدد با او را دارد. لورا در پاریس با دو دختر هم اتاق می‌شود و بدنبال کار دانشجویی می‌گردد. جو با پیشنهاد ۴ هزار یورو به شرط یک دیدار مجدد، قصد اغوا لورا را دارد؛ اما او دیگر نمی‌پذیرد.
لورا در بار یک رستوران مشغول به کار می‌شود و برای امتحانات پایان ترم به دانشگاه برمی گردد؛ و با موفقیت آن را پشت سر می‌گذارد. لورا به جو زنگ می‌زند و در پیغام گیرش خبر موفقیت در دانشگاه را به او می‌دهد. در نهایت لورا برای جلب توجه دولت و مردم به مشکلات دانشجویان، در یک برنامه تلویزیونی به صورت ناشناس شرکت می‌کند.